# Joel Eriksson (componist)
Joel Eriksson is een Zweedse game- en filmcomponist. Hij componeerde nummers voor onder andere Digital Illusions (Battlefield 1942) en The Runner. Zijn muziek van Battlefield 1942 wordt gespeeld door het symfonisch orkest genaamd 'Play!'.

## Gecomponeerde muziek
- Battlefield 1942
- The Runner
- 7 millionaires
- Istiden
- Networkers
- Saab Animal
- Warmongers